# Persone di nome Adrian/Calciatori
| Questa pagina contiene informazioni ricavate automaticamente dalle voci biografiche con l'ausilio del template Bio e di un bot. L'aggiornamento è periodico e automatico e ricostruisce completamente la pagina. Se manca una persona in questa lista, sei pregato di non aggiungerla, ma accertati piuttosto che la sua voce biografica contenga il template Bio e che i dati anagrafici siano correttamente compilati. Se il template Bio manca, inseriscilo tu stesso o, in alternativa, metti l'avviso {{tmp\|Bio}} che ne segnala la mancanza. Se i dati riportati sono sbagliati, correggi direttamente la voce biografica; le modifiche saranno visibili in questa lista entro pochi giorni. Per chiarimenti vedi il progetto antroponimi. La lista contiene solo le 67 persone che sono citate nell'enciclopedia e per le quali è stato implementato correttamente il template Bio. Pagina aggiornata al 6 ago 2025. |

Questa è una lista di persone presenti nell'enciclopedia che hanno il nome Adrian e sono calciatori.

## A(1)
- Alexandru Păun, calciatore rumeno (Râmnicu Vâlcea, n. 1995)

## B(7)
- Adrian Bajrami, calciatore albanese (Langenthal, n. 2002)
- Adrian Barbullushi, ex calciatore albanese (Scutari, n. 1968)
- Adrian Leon Barišić, calciatore bosniaco (Stoccarda, n. 2001)
- Adrian Beck, calciatore tedesco (Crailsheim, n. 1997)
- Adrian Benedyczak, calciatore polacco (Kamień Pomorski, n. 2000)
- Adrian Blake, calciatore inglese (Islington, n. 2005)
- Adrian Budka, calciatore polacco (Zduńska Wola, n. 1980)

## C(7)
- Adrian Cann, ex calciatore e ex giocatore di calcio a 5 canadese (Thornhill, n. 1980)
- Adrian Chomiuk, ex calciatore polacco (Biała Podlaska, n. 1988)
- Adrian Ciantar, ex calciatore maltese (n. 1978)
- Adrian Cieślewicz, calciatore polacco (Gniezno, n. 1990)
- Adrian Clifton, calciatore inglese (Hackney, n. 1988)
- Adrian Cristea, ex calciatore rumeno (Iași, n. 1983)
- Adrian Ugelvik, calciatore norvegese (Molde, n. 2001)

## D(1)
- Adrian Durrer, calciatore svizzero (Basilea, n. 2001)

## E(1)
- Adrian Elrick, ex calciatore neozelandese (Aberdeen, n. 1949)

## F(2)
- Adrian Fein, calciatore tedesco (Monaco di Baviera, n. 1999)
- Adrian Foncette, calciatore trinidadiano (n. 1988)

## G(5)
- Adrian Gantenbein, calciatore svizzero (Winterthur, n. 2001)
- Adrian Gheorghiu, ex calciatore rumeno (Roman, n. 1981)
- Adrian Grbić, calciatore austriaco (Vienna, n. 1996)
- Adrian Gryszkiewicz, calciatore polacco (n. 1999)
- Adrian Gîdea, calciatore rumeno (Drobeta-Turnu Severin, n. 2000)

## H(2)
- Sam Hird, ex calciatore inglese (Doncaster, n. 1987)
- Ioan Hora, calciatore rumeno (Oradea, n. 1988)

## K(2)
- Adrian Knup, ex calciatore svizzero (Liestal, n. 1968)
- Adrian Komu, calciatore papuano (n. 1983 - † 2012)

## L(3)
- Adrian Leijer, ex calciatore australiano (Dubbo, n. 1986)
- Adrian Lis, calciatore polacco (Poznań, n. 1992)
- Adrian Littlejohn, ex calciatore inglese (Wolverhampton, n. 1970)

## M(7)
- Adrian Madaschi, calciatore australiano (Perth, n. 1982)
- Adrian Mariappa, calciatore giamaicano (Harrow, n. 1986)
- Adrian Mazilu, calciatore rumeno (Costanza, n. 2005)
- Adrian Mierzejewski, ex calciatore polacco (Olsztyn, n. 1986)
- Adrian Mifsud, ex calciatore maltese (Rabat, n. 1974)
- Adrian Mihalcea, ex calciatore romeno (Slobozia, n. 1976)
- Adie Mike, ex calciatore inglese (Manchester, n. 1973)

## N(3)
- Adrian Nalați, ex calciatore rumeno (Bistrița, n. 1983)
- Adrian Nikçi, ex calciatore svizzero (Sarajevo, n. 1989)
- Adrian Pereira, calciatore norvegese (Stavanger, n. 1999)

## O(1)
- Adrian Olegov, ex calciatore bulgaro (Pernik, n. 1985)

## P(7)
- Adrian Petre, calciatore rumeno (Arad, n. 1998)
- Adrian Piț, ex calciatore rumeno (Arad, n. 1983)
- Adrian Popa, calciatore rumeno (Bucarest, n. 1988)
- Adrian Popescu, ex calciatore rumeno (Craiova, n. 1960)
- Adrian Przyborek, calciatore polacco (Koszalin, n. 2007)
- Adrian Pukanyč, calciatore ucraino (Vynohradiv, n. 1983)
- Adrian Pulis, ex calciatore maltese (Zabbar, n. 1979)

## R(5)
- Adrian Reid, calciatore giamaicano (Kingston, n. 2006)
- Adrian Reid, calciatore giamaicano (Kingston, n. 1985)
- Adrian Rolko, ex calciatore ceco (Hradec Králové, n. 1978)
- Adrian Ropotan, ex calciatore rumeno (Galați, n. 1986)
- Adrian Rus, calciatore rumeno (Satu Mare, n. 1996)

## S(7)
- Adrian Sălăgeanu, ex calciatore rumeno (Carei, n. 1983)
- Adrian Sarkisian, ex calciatore uruguaiano (Montevideo, n. 1979)
- Adrian Scarlatache, ex calciatore rumeno (Bucarest, n. 1986)
- Adrian Serioux, ex calciatore canadese (Scarborough, n. 1979)
- Adrian Sikora, calciatore polacco (Ustroń, n. 1980)
- Adrian Stanilewicz, calciatore polacco (Solingen, n. 2000)
- Adrian Stoian, ex calciatore rumeno (Craiova, n. 1991)

## W(2)
- Adrian Webster, calciatore inglese (Colchester, n. 1951 - † 2023)
- Adrian Winter, ex calciatore svizzero (Thalwil, n. 1986)

## Z(1)
- Adrian Zeljković, calciatore sloveno (Žalec, n. 2002)

## Ł(1)
- Adrian Łyszczarz, calciatore polacco (Oleśnica, n. 1999)

## Š(1)
- Adrian Šemper, calciatore croato (Zagabria, n. 1998)

## Ș(1)
- Adrian Șut, calciatore rumeno (Cociuba Mare, n. 1999)